# Frédéric Gigon
Frédéric Gigon (* 13. Februar 1973 in Lausanne) ist ein ehemaliger liechtensteinischer Fussballspieler.

## Karriere

### Verein
In seiner Jugend spielte Gigon für den FC Concordia Lausanne, bei dem er 1989 in den Herrenbereich befördert wurde. Nach einer Station beim FC Lutry wechselte er 1994 zum FC Stade Lausanne-Ouchy. In der Saison 1997/98 stand er auf Leihbasis beim FC Echallens unter Vertrag. Nach seiner Rückkehr zu Stade Lausanne-Ouchy schloss er sich 2002 dem FC Baulmes an, für den er bis zu seinem Karriereende 2004 aktiv war.

### Nationalmannschaft
Gigon gab sein Länderspieldebüt für die liechtensteinische Fussballnationalmannschaft am 18. August 1999 beim 0:0 gegen Bosnien-Herzegowina im Rahmen eines Freundschaftsspiels. Bis 2003 war er insgesamt 23 Mal für sein Heimatland im Einsatz.

## Familie
Frédéric Gigon ist seit 2002 mit der Schweizer Nationalrätin und Verbraucherschützerin Sophie Michaud Gigon verheiratet. 